# Người Hausa
Người Hausa là một trong những nhóm dân tộc lớn nhất trong châu Phi. Người Hausa là một dân tộc đa dạng nhưng đồng nhất về văn hóa chủ yếu dựa trên khu vực Sahel và Sudanian Daura của miền bắc Nigeria và đông nam Niger, với số lượng lớn sinh sống trong các bộ phận của Cameroon, Côte d'Ivoire, Chad, Togo, Ghana, Sudan, và Gabon.
Dân số lớn nhất người Hausa tập trung ở Nigeria và Niger. Cộng đồng chủ yếu là nói tiếng Hausa phân bố rải rác khắp Tây Phi, và trên con đường truyền thống phía bắc và đông Hajj đi qua sa mạc Sahara, với dân số lớn đặc biệt là xung quanh và ở thị trấn Agadez. Người Hausa khác cũng đã di chuyển đến các thành phố lớn ven biển trong khu vực như: Lagos, Port Harcourt, Accra, Abidjan, Banjul và Cotonou, cũng như các khu vực Bắc Phi như Libya trong suốt 500 năm qua.
Tuy nhiên, hầu người Hausa sinh sống trong các ngôi làng nhỏ, các thị trấn ở châu Phi, nơi họ trồng trọt, chăn nuôi bao gồm gia súc và tham gia vào thương mại. Họ nói tiếng Hausa, một ngôn ngữ thuộc ngữ hệ Phi-Á của nhóm Chadic. Tầng lớp quý tộc Hausa đã theo lịch sử phát triển một nền văn hóa dựa trên cưỡi ngựa. Vẫn là một biểu tượng trạng thái của giới quý tộc truyền thống trong xã hội Hausa, con ngựa vẫn còn nổi bật trong lễ kỷ niệm ngày Eid, được gọi là Ranar Sallah. Thành phố Daura là nguồn gốc của mọi người Hausawa, Hausa. Thành phố có trước tất cả các thị trấn Hausa lớn trong truyền thống và văn hóa.